# 心理學年表
本條目將心理學發展史中的大事依時間順序排列。

## 西元前
- 約西元前1500年 – 埃伯斯紙草卷出現了最早關於憂鬱與思考障礙的紀載[1]。
- 約西元前600年 – 古希臘城邦的居民向醫神阿斯克勒庇俄斯求治心理疾患[2]。
- 約西元前500年 – 古希臘哲學家恩培多克勒提出四元素說[3]，認為火、水、土、氣是自然萬物的根本，也可以用以詮釋人類的性格。
- 約西元前500年 – 古希臘的克羅頓的阿爾克邁翁等哲學家，根據恩培多克勒的四元素論提出體液學說的雛型[3]。
- 約西元前470–399年 – 蘇格拉底因學生柏拉圖所著寫的對話錄而廣為人知，被譽為西方哲學之父，也對教育學與知識論等領域有重大貢獻[3]。
- 約西元前470–370年 – 德謨克利特建立了新的知識論[3]，區分真實的知識與含糊不清的知識[4]，也就是感官資料。
- 約西元前460–370年 – 希波克拉底透過科學的醫藥方法診斷疾病，摒棄過往以惡魔解釋心理疾患的作法；認為腦而非心臟是人類心理運作的發生處。他也是最早提出氣質說法的人[5]。
- 約西元前387年 – 柏拉圖認為腦是靈魂的座位，身體是用來服務靈魂的一切運作[6]。
- 約西元前350年 – 亞里斯多德在其著作靈魂論（英语：On the Soul）中認為心智的最初狀態猶如一塊白板。
- 約西元前300–30年 – 芝諾的斯多噶學派崇尚透過推理而得的知識，靈魂與理性是人的首要追求。
- 約西元前100年 – 死海古卷將人的氣質分為兩種[7]。

## 一世紀
- 約西元50年 – 古羅馬的凱爾蘇斯編著了一本百科全書醫術，第三冊囊括了心理疾患相關議題。書中首創瘋病 (insanity) 等用語，並提及了當時的一些治療手段，如放血、驚嚇法、催吐、灌腸、罌粟湯與黑暗治療法等，也包括透過音樂、旅行、閱讀來治療。他相當重視治療中的醫病關係[8]。
- 約西元100年 – 魯弗斯（英语：Rufus of Ephesus）認為神經系統掌控了自主運動與感覺。他也透過腦部解剖發現了視交叉[5]。
- 約西元93–138年 – 魯弗斯（英语：Rufus of Ephesus）提出了幾項對心理疾患病患較為友善的療法，如光照治療、暖房法等[5]。

## 二世紀
- 約西元130–200年 – 古羅馬的蓋倫[9] 提出對希波克拉底氣質說的修正，他認為人的性格是體內四種體液平衡的結果。他也指出大腦對肌肉的影響，並區分了感覺神經與運動神經。

## 三世紀
- 西元205–270年 – 普羅提諾在其著作九章集（英语：The Enneads）中說明了新柏拉圖學派對視覺知覺以及記憶運作的看法[6]。

## 四世紀
- 西元323–403年 – 奥芮培锡阿斯（英语：Oribasius）在他的著作中引用了亞里斯多德、阿斯克萊皮亞德斯與索蘭納斯等人的觀點[9]，並以蓋倫的理論來著述憂鬱症。
- 西元345–399年 – 龐蒂古斯（英语：Evagrius Ponticus）描述了早期基督教修道院中使用的內省方式，透過內省可以增強對自我的認識，並遏止思想被惡魔所控制[10]。

## 五世紀
- 約西元五世紀 – 塞利烏斯·奧雷利安努斯倡導人道的心理疾患治療法，反對過於偏激且殘忍的療法[5]。
- 西元423–529年 – 聖狄奧多西（英语：Theodosius the Cenobiarch）在伯利恆近郊建立了一座修道院，並附屬有三座醫院，分別治療病人、老人以及瘋人[5]。
- 約西元451年 – 聶斯脫里與其追隨者因致力於照顧病人而成為優秀的醫學家。他們承襲了希波克拉底、亞里斯多德與蓋倫等人對心理疾患的理論，其影響及於波斯與阿拉伯地區[5]。

## 七世紀
- 西元625–690年 – 阿金塔的保羅（英语：Paul of Aegina）認為歇斯底里症與躁症應該用約束法治療，他也認為大部分心理疾患可以透過沐浴、酒、特殊飲食等方法治療。

## 九世紀
- 約西元800年 – 巴格達興建了第一間伊斯蘭古醫院（英语：Bimaristan），直到西元十三世紀以前，本醫院的規模逐漸擴大，也設有專門負責心理疾患的病房[11]。
- 約西元850年 – 阿里·塔巴里（英语：Ali ibn Sahl Rabban al-Tabari）在其著作中強調心理治療的重要性[12]。

## 十世紀
- 約西元900年 – 巴勒希（英语：Abu Zayd al-Balkhi）認為治療疾病時應該同時重視其身體與靈魂的健康[13]。
- 約西元900年 – 拉齊推廣了心理療法的重要，並認為人們應該對心理疾患抱持理解的態度[14]。

## 十一世紀
- 西元1025年 – 伊本·西那在其著作醫典（英语：The Canon of Medicine）中記述了多種心理疾患，包括幻覺、失眠、惡夢、狂躁、憂鬱、失智症、癲癇、癱瘓、中風、眩暈與顫抖等[15]。
- 西元1030年 – 比魯尼設計了可以測量反應時間的實驗方法[16]。

## 十三世紀
- 約西元1200年 – 邁蒙尼德在其著作中提及神經心理疾患，並描述了狂犬病與顛茄中毒的症狀。
- 西元1215–1277年 – 若望二十一世年輕時在義大利錫耶納大學教授哲學與醫學，涉及許多心理議題，後來更成為教宗額我略十世的私人醫生，並被選為大主教與紅衣主教，1276年成為教宗[6][17]。
- 西元1214–1294年 – 羅傑·培根主張由實驗與經驗方法獲取知識，並以此方式研究了視覺與語言等領域。
- 約西元1240年 – 巴托洛繆·安格里庫斯（英语：Bartholomeus Anglicus）在其著作物性論中對大腦有相關闡述，並認為心理疾患應該有其生理上的肇因。
- 西元1247年 – 倫敦的伯利姆皇家醫院（英语：Bethlem Royal Hospital）成立，原先是十字軍東征的軍隊伯利恆聖母秩序（英语：Order of Our Lady of Bethlehem）的專屬修道院。在1377年被英國政府世俗化後，改為精神病院，收治民間心理疾患的患者。現今建築為南倫敦與莫利茲國家健康署信託基金會（英语：South London and Maudsley NHS Foundation Trust）所用[18]。
- 約西元1270年 – 威特羅在其著作透視中透過心理學方法研究視覺，幾乎發現潛意識。
- 西元1295年 – 蘭弗朗克出版了著作外科科學[6]。

## 十四世紀
- 西元1317–1340年 – 奧坎的威廉提出方法學中知名的奧坎剃刀理論，即「切勿浪費多餘功夫去做本可以較少功夫完成之事」。他同時對心理、物理與神學皆有研究貢獻，對人的直覺以及知識也有涉獵。
- 約西元1375年 – 英國政府認為心理疾患是惡魔的附身，並以驅魔及酷刑對付患者[19]。

## 十六世紀
- 西元1590年 – 魯道夫·郭克蘭紐被認為是西方語文中心理學（psychology）一詞的發明人。另說為60年前的馬爾科·馬魯利奇就已發明了該詞。

## 十七世紀
- 約西元1600–1625年 – 法蘭西斯·培根著述了許多心理學的相關議題，如記憶與知識的本質等。
- 西元1632–1677年 – 史賓諾沙在其著作依幾何次序所證倫理學（英语：Ethics, Demonstrated in Geometrical Order）中提出身心的一元論，並認為善惡等倫理學觀念皆具有心理學基礎。
- 西元1650年 – 笛卡爾在其著作論世界（英语：The World (book)）中提出心物二元論。
- 西元1672年 – 托馬斯·威利斯在其著作《論生物靈魂》中以大腦功能解釋心理運作。
- 西元1689年 – 約翰·洛克在其著作人類理解論中認為人出生時的心智猶如一塊白版，為英國經驗主義的起源。

## 十八世紀
- 西元1701 年 – 哥特佛萊德·萊布尼茲發表「連續性原理」，並應用在心理學，成為第一個假設有無意識心靈的人；他還介紹了閾值的概念。[20]
- 西元1710 年—喬治·柏克萊 發表《人類知識原理》，主張外在世界完全由思想組成。
- 西元1732 年—克里斯蒂安·沃爾夫 出版《經驗心理學》，並在1734 年出版了《理性心理學》，「心理學」一詞進而普及。
- 西元1739 年—大衛·休謨發表《人性論》，主張心靈的所有內容完全都來自感官經驗。
- 西元1781年—伊曼努爾·康德發表《純粹理性批判》，駁斥休謨的極端經驗主義，主張知識不僅僅是單純的感官經驗，區分「後驗」及「先驗」知識，前者源於感官，因此發生在感知之後，後者則是思想的屬性，獨立於經驗且先於經驗而存在。
- 西元1783 年 – Ferdinand Ueberwasser 被任命為明斯特大學的經驗心理學及邏輯學教授；四年後，他出版了教科書《明斯特大學哲學候選人實證心理學定期學習指南》，將他科學心理學相關演講也增補於書中。[21]
- 西元1798 年 –伊曼紐爾·康德首先提出一致個體差異的二維模型，將希波克拉底的四種氣質類型定位到情緒維度及能量激發維度中，[22]這兩個維度後來成為所有的氣質及人格模型的重要組成部分。